# Alessandra Mele
Alessandra Watle Mele (født 5. september 2002), kendt under monoonymt som Alessandra, er en norsk-italiensk sangerinde. Hun deltog i den syvende sæson af The Voice–Norges bedste stemme i 2022 og nåede liveshowene. Hun repræsenterede Norge i Eurovision Song Contest 2023 med sangen "Queen of Kings".